# Prolin
Prolin (zkratky Pro, P) je jednou z 23 proteinogenních aminokyselin. Řadí se mezi nepolární aminokyseliny.

## Vlastnosti
Prolin je neslučitelný s některými sekundárními strukturami proteinů (α-helix, beta-skládaný list), zato se velmi často vyskytuje v β-otáčkách. Důvodem je právě jeho iminoskupina, která v peptidové vazbě stabilizuje cis konfiguraci (na rozdíl od běžnější a stabilnější trans konfigurace). Cis konfigurace mění směr peptidového řetězce (proto narušuje strukturu α helixu i β skládaného listu) a naopak stabilizuje β otáčku.
Nepatří mezi esenciální aminokyseliny.
Prolin často označuje jako iminokyselina, protože -NH2 skupina na α-uhlíku je zacyklená s postranním řetězcem. To je však nesprávné tvrzení, protože definice iminu jasně poukazuje na dvojnou vazbu dusíku iminoskupiny s jediným atomem. V případě prolinu je dusík navázán dvěma jednoduchými vazbami na dva uhlíky.

## Deriváty
- 4-hydroxyprolin (posttranslační hydroxylace prolinu v kolagenu)